# III. B zona nogometnog prvenstva Hrvatske 1959./60.
III. B zona prvenstva Hrvatske, također i pod nazivima  III. zona – Varaždinska grupa, III. zona – B grupa, Zona Varaždin – Bjelovar, Zagorsko-međimurska zona   je bila jedna od zona Prvenstva Hrvatske, te liga trećeg stupnja nogometnog prvenstva Jugoslavije u sezoni 1959./60. 
 
Sudjelovalo je 12 klubova, a prvak je bila "Sloboda" iz Varaždina.

## Ljestvica
| mj. | klub                 | ut. | pob. | ner. | por. | gol+ | gol– | bod |
| --- | -------------------- | --- | ---- | ---- | ---- | ---- | ---- | --- |
| 1.  | Sloboda Varaždin     | 21  | 16   | 1    | 4    | 76   | 23   | 33  |
| 2.  | Slaven Koprivnica    | 21  | 14   | 3    | 4    | 55   | 20   | 31  |
| 3.  | Trnje Trnovec        | 21  | 10   | 2    | 9    | 61   | 52   | 22  |
| 4.  | Jedinstvo Čakovec    | 21  | 8    | 5    | 8    | 45   | 37   | 21  |
| 5.  | Mladost Zabok        | 21  | 9    | 1    | 11   | 51   | 44   | 19  |
| 6.  | Oroteks Oroslavje    | 21  | 9    | 1    | 11   | 46   | 49   | 19  |
| 7.  | Udarnik Kućan Gornji | 21  | 8    | 3    | 10   | 44   | 51   | 19  |
| 8.  | Zagorec Krapina      | 21  | 7    | 5    | 9    | 32   | 43   | 19  |
| 9.  | Mladost Prelog       | 21  | 8    | 2    | 11   | 40   | 55   | 18  |
| 10. | Graničar Đurđevac    | 21  | 8    | 2    | 11   | 49   | 72   | 18  |
| 11. | Drvodjelac Varaždin  | 21  | 8    | 2    | 11   | 34   | 57   | 18  |
| 12. | KŠK Križevci         | 11  | 1    | 3    | 7    | 11   | 41   | 5   |

- "KŠK" iz Križevaca odustao u drugom dijelu

## Rezultatska križaljka
| kratica | klub                 | DRV | GRA | JED | MLAP | MLAZ | ORO | SLA | SLO | TRNJ | UDA | ZAG | KŠK |
| --- | -------------------- | --- | --- | --- | ---- | ---- | --- | --- | --- | ---- | --- | --- | --- |
| DRV | Drvodjelac Varaždin  |     |     |     |      |      |     |     |     |      |     |     |     |
| GRA | Graničar Đurđevac    |     |     |     |      |      |     |     |     |      |     |     |     |
| JED | Jedinstvo Čakovec    |     |     |     |      |      |     |     |     |      |     |     |     |
| MLAP | Mladost Prelog       |     |     |     |      |      |     |     |     |      |     |     |     |
| MLAZ | Mladost Zabok        |     |     |     |      |      |     |     |     |      |     |     |     |
| ORO | Oroteks Oroslavje    |     |     |     |      |      |     |     |     |      |     |     |     |
| SLA | Slaven Koprivnica    |     |     |     |      |      |     |     |     |      |     |     |     |
| SLO | Sloboda Varaždin     |     |     |     |      |      |     |     |     |      |     |     |     |
| TRNJ | Trnje Trnovec        |     |     |     |      |      |     |     |     |      |     |     |     |
| UDA | Udarnik Kućan Gornji |     |     |     |      |      |     |     |     |      |     |     |     |
| ZAG | Zagorec Krapina      |     |     |     |      |      |     |     |     |      |     |     |     |
| KŠK | KŠK Križevci         |     |     |     |      |      |     |     |     |      |     |     |     |
| |                      |     |     |     |      |      |     |     |     |      |     |     |     |
| podebljan rezltat – utakmice od 1. do 11. kola (1. utakmica između klubova) rezultat normalne debljine – utakmice od 12. do 22. kola (2. utakmica između klubova) rezultat nakošen – nije vidljiv redoslijed odigravanja međusobnih utakmica iz dostupnih izvora rezultat smanjen * – iz dostupnih izvora nije uočljiv domaćin susreta prekrižen rezultat – poništena ili brisana utakmica p – utakmica prekinuta 3:0 p.f. / 0:3 p.f. – rezultat 3:0 bez borbe |                      |     |     |     |      |      |     |     |     |      |     |     |     |

 Izvori:

## Za prvaka III. zone
| Sloboda Varaždin | – |  | Hajduk Pakrac |  | 2:1, 9:0 |  |